# Abdel-Fatah Qudsiyeh
 (juin 2013).
Améliorez-le ou discutez des points à vérifier. 
Abdel-Fatah Qudsiyeh (en arabe : عبد الفتاح قدسية,), né en 1953, est le directeur adjoint du Bureau de la sécurité nationale (en) et un proche conseiller de l'ancien président Bachar el-Assad.

## Origine
Qudsiyeh est né à Hama en 1953,.

## Carrière militaire
Qudsiyeh est un général de division. Il a servi dans la garde nationale et était le chef du Service de renseignement de l'armée de l'air. Il a également occupé le poste de chef de la Direction du renseignement militaire de 2009 à juillet 2012,. Après le bombardement du siège de la sécurité nationale en juillet 2012, il a été nommé directeur adjoint du Bureau de la sécurité nationale (en) qui est dirigée par Ali Mamlouk. Qudsiyeh a été remplacé par Rafiq Shahadah en tant que directeur général du renseignement militaire.

## Sanctions
Depuis le 9 mai 2011, Qudsiyeh est l'un de plusieurs officiels habilités par l'Union européenne,,. Il a été ajouté à la liste de sanctions de l'Union européenne au motif qu'« il était impliqué dans la violence contre la population civile » au cours de la guerre civile syrienne. Il a été également sanctionné par les États-Unis et le gouvernement suisse.

## Sources
- (en) Cet article est partiellement ou en totalité issu de l’article de Wikipédia en anglais intitulé « Abdel-Fatah Qudsiyeh » (voir la liste des auteurs).